# Simopelta

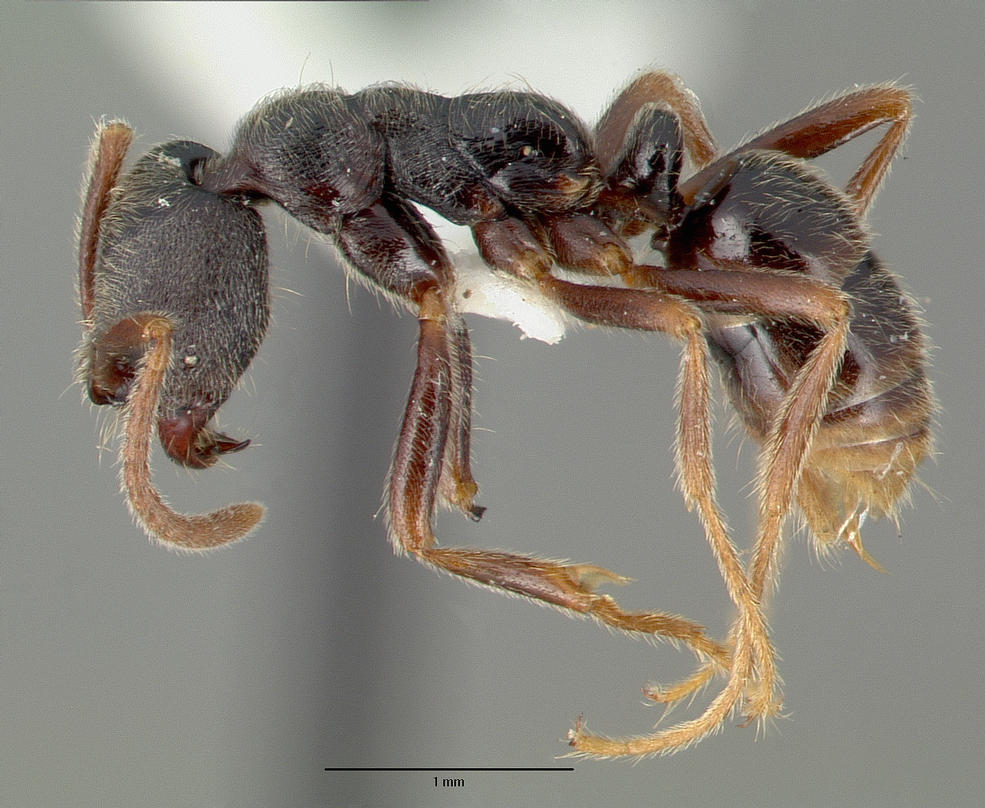
Simopelta laticeps

Simopelta (лат. ) — род муравьёв (Formicidae) из подсемейства Ponerinae. 20 видов. Южная Америка, Центральная Америка.

## Описание
Мелкого размера муравьи. Длина рабочих особей 2-5 мм, красновато-коричневого цвета и чёрного цвета. Усики 12-члениковые. Нижнечелюстные щупики состоят из 2 или 3 члеников, нижнегубные — из 3 сегментов. Глаза мелкие (обычно состоят из одного увеличенного омматидиев), расположены в переднебоковых частях головы. Грудка и голова грубо морщинистые, а брюшко гладкое и блестящее. Пронотум много шире мезонотума и проподеума. Клипеус с рострумом. Средние и задние ноги с одной голенной шпорой. Стебелёк между грудкой и брюшком состоит из одного членика петиоля. Заднегрудка округлая, без проподеальных шипиков. Самки дихтадииформные (бескрылые и с увеличенным брюшком). Самцы неизвестны (некоторые исследователи предполагают наличие партеногенеза у этой группы муравьёв). Личинки обладают уникальными среди муравьёв признаками (формой тела и мандибул, втяжным протораксом, отсутствием волосков, многочисленными мелкими отростками-туберкулами) и сходны с такими неродственными группами как Leptanilla и Proceratium.
Ведут полукочевой образ жизни сходный с поведением муравьёв-кочевников (Dorylinae), включая групповую охоту и номадизм. В сравнении с другими понеринами, обладают относительно крупными семьями, включающими от 1000 до 2000 муравьёв. Колонии моногинные, включают единственную матку (иногда ещё и вторую, молодую); размножаются, предположительно, почкованием семей. Хищники, живущие в подстилочном слое тропических влажных лесов. Фуражировки проходят в дневное время, рабочие передвигаются колоннами из нескольких сотен особей. Питаются мелкими личинками насекомых, наземными термитами. Вид Simopelta oculata охотится на других муравьёв, главным образом, на виды рода Pheidole. По строению мандибул Simopelta сходен с родом Belonopelta, некоторые виды (Simopelta pergandei и близкие к нему) сходны с родами Feroponera и Cryptopone.

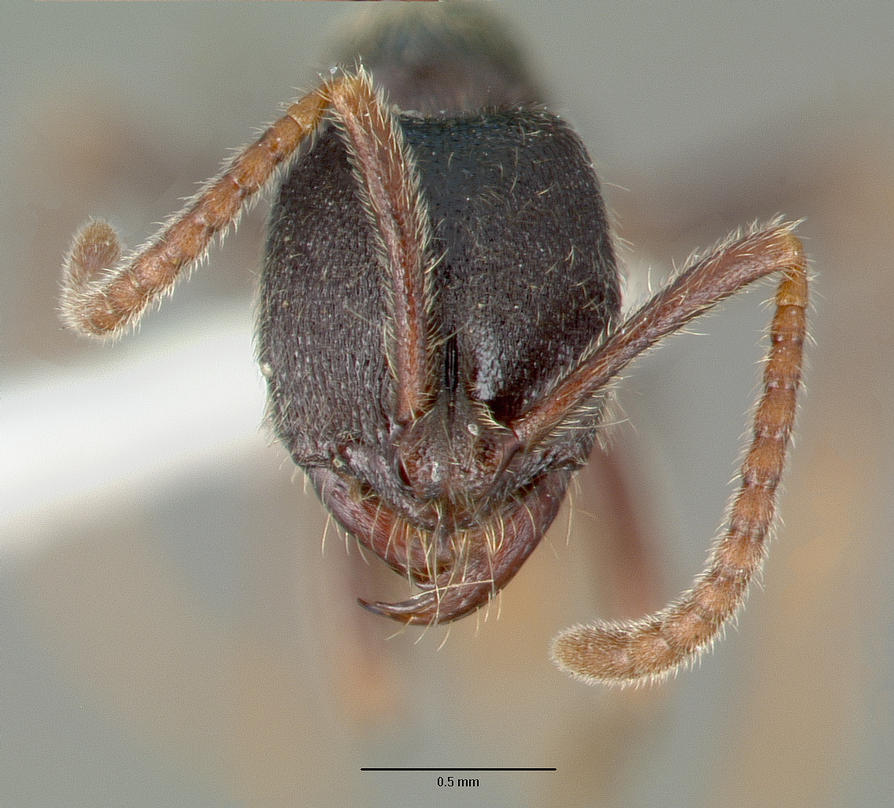
Simopelta laticeps
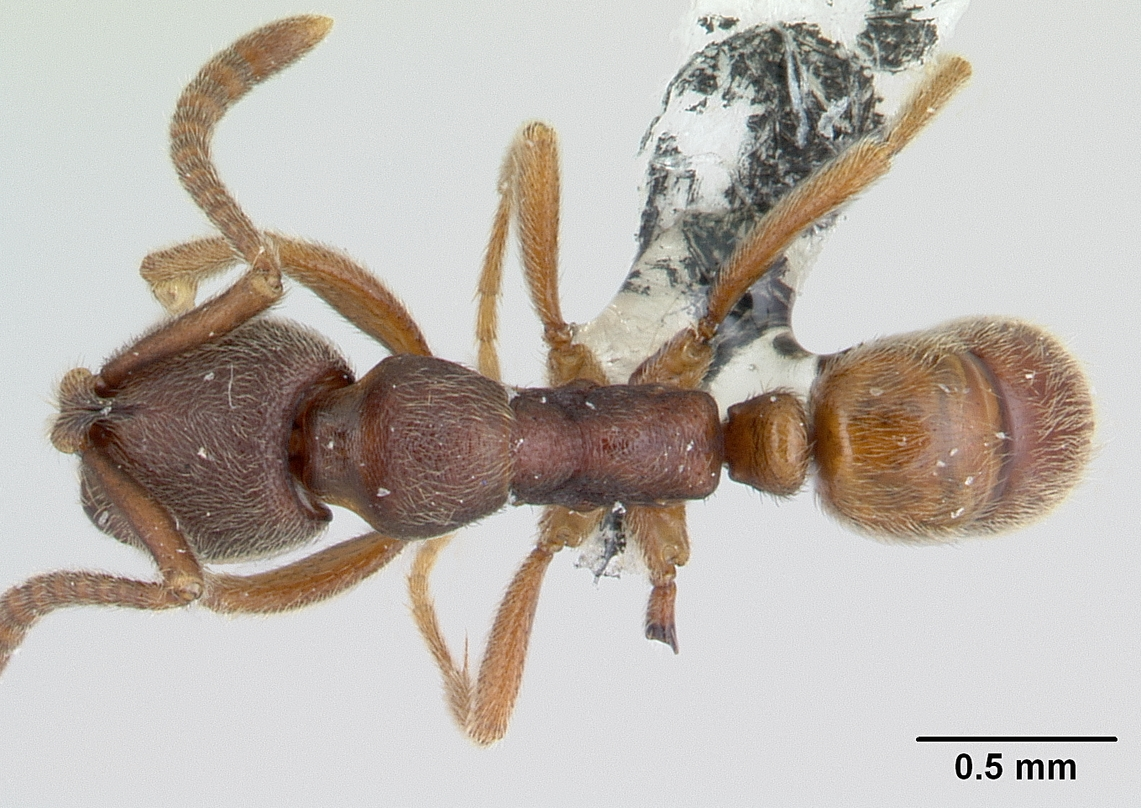
Simopelta pergandei

## Систематика
20 видов. Род Simopelta был впервые выделен в 1922 году американским энтомологом Уильямом Манном (William M. Mann; 1886–1960, директор National Zoo, Washington, D. C. в 1925-1956) в качестве подрода в составе рода Belonopelta в работе, посвящённой первому исследованию муравьёв Гондураса и Гватемалы. Академик Уильям Уилер повысил его статус до родового в 1935 году, в котором он и оставался до 1975 года, когда итальянский мирмеколог Чезарио Барони Урбани (C. Baroni Urbani) свёл его в синонимы рода Belonopelta. В 1990 году немецкий мирмеколог Берт Холлдоблер и американский биолог Эдвард Уилсон восстановили таксон в родовом статусе. В разные годы было проведено несколько родовых ревизий, увеличивших число известных науке видов до двух десятков (Wheeler, 1935; Gotwald and Brown, 1966; Baroni-Urbani, 1975; MacKay, W. P. and MacKay, E. E. 2008). В 2009 году Крис Шмидт (Schmidt, 2009), проведя молекулярно-генетический филогенетический анализ подсемейства понерины включил род Simopelta в состав родовой группы Pachycondyla genus group (Ponerini). Род делится на две видовые группы: Simopelta curvata species complex (включает виды S. bicolor, S. curvata, S. mayri, S. minima, S pergandei) и Simopelta williamsi species complex (все остальные виды).
- Simopelta andersoni Mackay, W. P. & Mackay, E. E., 2008[2]
- Simopelta bicolor Borgmeier, 1950[10]
- Simopelta breviscapa Mackay, W. P. & Mackay, E. E., 2008
- Simopelta curvata  (Mayr, 1887)
- Simopelta fernandezi  Mackay, W. P. & Mackay, E. E., 2008
- Simopelta jeckylli  (Mann, 1916)typus[11]
- Simopelta laevigata Mackay, W. P. & Mackay, E. E., 2008[2]
- Simopelta laticeps Gotwald & Brown, 1967[9]
- Simopelta longinoda Mackay, W. P. & Mackay, E. E., 2008
- Simopelta longirostris Mackay, W. P. & Mackay, E. E., 2008
- Simopelta manni Wheeler, W.M., 1935[5]
- Simopelta mayri Mackay, W.P. & Mackay, E.E., 2008
- Simopelta minima (Brandão, 1989)
- Simopelta oculata Gotwald & Brown, 1967[9]
- Simopelta paeminosa Snelling, R. R., 1971[12]
- Simopelta pentadentata Mackay, W. P. & Mackay, E. E., 2008
- Simopelta pergandei (Forel, 1909)
- Simopelta quadridentata Mackay, W. P. & Mackay, E. E., 2008[2]
- Simopelta transversa Mackay, W. P. & Mackay, E. E., 2008
- Simopelta vieirai Mackay, W. P. & Mackay, E. E., 2008[2]
- Simopelta williamsi Wheeler, W.M., 1935[5]